# Bangkok Haunted
Bangkok Haunted (tailandès ผีสามบาท) ) és una pel·lícula de terror tailandesa de 2001 dirigida per Oxide Pang i Pisut Praesangeam. Consisteix en tres històries de fantasmes, explicades per tres persones assegudes en un bar enfosquit de Bangkok.

## Argument
Legend of the Drum
Un antiquari descobreix que l'esperit musical d'una ballarina posseeix un vell tambor a la seva botiga.
Black Magic Woman
Una jove solitària rep un perfum afrodisíac que s'extreu dels cadàvers.
Revenge
Un cadet de la policia busca la veritat darrere del suïcidi d'una noia que es penja.

## Repartiment
- Pimsiree Pimsee com a Pagar
- Pramote Seangsorn
- Dawan Singha-Wee com a Pan
- Kalyanut Sriboonrueng com a Kanya
- Pete Thong-Jeur com a Nop

## Llançament
En el moment de la seva estrena a Tailàndia, Bangkok Haunted era la segona pel·lícula de terror tailandesa més taquillera des de Nang Nak el 1999.
La pel·lícula es va projectar al London Thai Film Festival el 13 d'octubre de 2002.

## Recepció
El crític de Variety Derek Elley va assenyalar els tocs estilístics atmosfèrics i la tècnica de la pel·lícula, dient que el primer segment, Legend of the Drum va ser el més fort pel que fa a la narració. Black Magic Woman és "en gran part una excusa per a seqüències de pornografia suau entre alguns xocs desagradables", va escriure Elley. Va dir que Revenge té un desenvolupament argumental feble i que confiava excessivament en els "efectes estridents".

## Mitjans domèstics
Bangkok Haunted es va publicar en DVD de Regió 2 el 24 de març de 2003 per Tartan Video i al DVD de la Regió 1 el 26 de juliol de 2005 per Panik House Entertainment.

## Seqüeles
A les Filipines, la pel·lícula no relacionada de 2003 The Unborn es va estrenar com a Bangkok Haunted 2: The Unborn el 18 d'agost de 2004, però és Nakhon Sawan. La pel·lícula del 2009 Haunted Universities també es va publicar en alguns territoris com a Bangkok Haunted 3, però hi ha Haunted Universities 2n Semester i Haunted Universities 3.